# Охота на мух (фильм)
«Охота на мух» (пол. Polowanie na muchy) — польская сатирическая кинокомедия, снятая режиссёром Анджеем Вайдой в 1969 году.
Экранизация рассказа Януша Гловацкого.
Премьера фильма состоялась 19 августа 1969 года.

## Сюжет
Главный герой фильма — Влодек, скромный работник книжного магазина, студент факультета русской филологии, исключённый из вуза после пятого семестра. Герой чувствует себя дома полностью во власти жены и свекрови. Не выдержав домашней атмосферы, однажды под предлогом покупки сигарет он уходит из дома, желая покинуть его навсегда. Случайно попадает в студенческое общежитие и знакомится с красивой студенткой Иреной. Увлечение девушкой перерастает в любовь. Ирена хочет видеть в заурядном и неуверенном в себе человеке талантливого переводчика и достойного мужчину.
Ирена убеждена, что её возлюбленный обладает незаурядными способностями и должен сделать блестящую карьеру. Почти против его воли она пытается продвигать его как переводчика и даже как писателя. Однако её усилия тщетны.

## В ролях
- Зигмунт Малянович — Влодек
- Малгожата Браунек — Ирена
- Эва Скаржанка — Ханка, жена Влодека
- Ханна Скаржанка — Влада, тёща Влодка
- Юзеф Перацкий — тесть Влодка
- Даниэль Ольбрыхский — скульптор, бывший возлюбленный Ирены
- Лешек Дрогош — милиционер
- Яцек Федорович — телережиссёр
- Ирена Лясковская — жена главного редактора журнала "Он и Она" в Непоренце
- Витольд Дедерко — сосед Влодка
- Стефан Фридман — завсегдатай клуба
- Антонина Гирыч — начальница Влодка
- Ежи Качмарек
- Ежи Карашкевич — коллега Влодка
- Анджей Красицкий — гость в Непоренце
- Томаш Ленгрен  — завсегдатай клуба
- Иоланта Лёте — редактор Бася
- Ванда Станиславская-Лётхе — редактор
- Мирослав Майхровский
- Рышард Прач — капитан, вручающий кубок Влодку
- Людвик Пак — мужчина танцующий с Басей
- Марек Перепечко — рекламирующий колготки в редакции "Мысли молодых"
- Рышард Петруский — хозяин оранжереи в Непоренце
- Ежи Прухницкий — гость в Непоренце
- Казимера Утрата — милиционер
- Мечислав Васьковский — спящий милиционер
- Ирена Дзедзиц — редактор отдела прозы в редакции "Мысли молодых"
- Кшиштоф Кравчик — член ансамбля
- Марек Грехута — сын важного человека
- Мариан Лихтман — член ансамбля
- Эльжбета Стшалковская — танцовщица в Непоренце (нет в титрах)
- Витольд Хольц — мужчина у клуба (нет в титрах)
- Уршуля Галецкая — дочь дипломата (нет в титрах)